# Xiao Yi
Xiao Yi (小乙), nome personale Zi Lian (子敛), fu un re della Cina della Dinastia Shang. che regnò dal  1352 a.C. al  1324 a.C., anno della sua morte.
Nello Shiji (Memorie di uno storico) viene indicato da Sima Qian come il ventunesimo sovrano Shang, succeduto al fratello Xiao Xin e stabilendo Yin (殷) come sua capitale.
Nel sesto anno del suo regno, ordinò al figlio Wu Ding, che sarebbe stato il suo successore, di andare a vivere a He (河) ed a studiare a Ganpan (甘盘). Tutto ciò per fargli conoscere e comprendere quale fosse la vita quotidiana del popolo, cosa che l'avrebbe aiutato più tardi quando avrebbe dovuto governare.
Regnò per circa 18 anni (altre fonti affermano che avrebbe regnato 10 anni) e gli venne assegnato il nome postumo di Xiao Yi. Gli succedette il figlio..
Alcune incisioni oracolari su osso rinvenuti a Yin Xu, invece, lo indicano come il ventesimo sovrano Shang.